# Алваро Одриозола
Алваро Одриозола Арзаљус (шп. Álvaro Odriozola Arzallus; Сан Себастијан, 14. децембар 1995) професионални је шпански фудбалер који игра у одбрани на позицији десног бека. Играч је Реал Сосиједада.

## Клупска каријера
Одриојзола је почео да тренира фудбал још као дечак у школи фудбала Реал Сосиједада из родног му Сан Себастијана. Након што је прошао све развојне секције Сосиједада, 1. септембра 2013. дебитовао је у сениорској конкуренцији играјући за резервни састав клуба у трећој лиги. 
За први тим Сан Себастијана дебитовао је 16. јануара 2017. у гостујућој победи у Ла лиги против екипе Малаге. Током те сезоне одиграо је још 15 утакмица, а већ у наредној сезони 2017/18. изборио се за место стандардног првотимца у Сосиједаду. У јуну 2017. потписао је петогодишњи професионални уговор са тимом из Сан Себастијана.
6. јула 2018. потписао је шестогодишњи уговор са Реал Мадридом.

## Репрезентативна каријера
У националном дресу први пут је заиграо на Европском првенству за младе (играчи до 21 године) у Пољској 2017, где је одиграо једну утакмицу групне фазе против селекције Србије. Шпанија је на том првенству освојила друго место.
За сениорску репрезентацију Шпаније дебитовао је у квалификационој утакмици за СП 2018. против селекције Албаније (утакмица играна 6. октобра 2017), одигравши као стартер целу утакмицу. Први погодак за репрезентацију постигао је 3. јуна 2018. у пријатељској утакмици са Швајцарском (1:1) играној у Виљареалу.
Селектор Ђулен Лопетеги уврстио га је на списак репрезентативаца Шпаније за Светско првенство 2018. у Русији.

## Успеси и признања
Реал Мадрид
- Куп Шпаније (1) : 2022/23.
- Суперкуп Шпаније (1) : 2019/20.
- Светско клупско првенство (2) : 2018, 2022.

Бајерн Минхен
- Првенство Немачке (1) : 2019/20.
- Куп Немачке (1) : 2019/20.
- Лига шампиона (1): 2019/20.

 Шпанија
- Европско првенство У21:   2017.